# ポーツマス大学

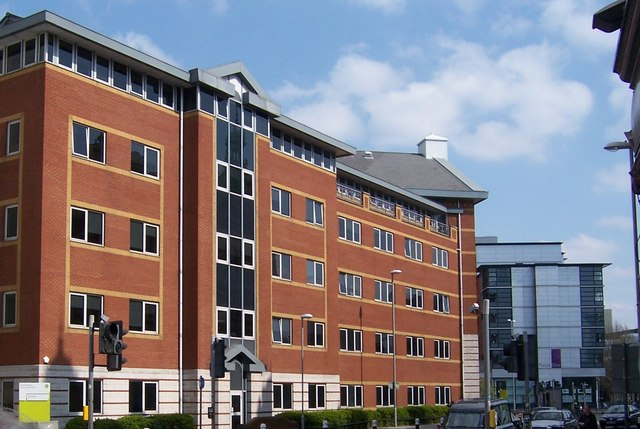
New University Building

ポーツマス大学（ポーツマスだいがく、英: University of Portsmouth、略称: UOP）は、イギリス南部ハンプシャーの港湾都市ポーツマスに位置する総合公立大学である。Guildhallメインキャンパスはポーツマス市街地に立地しており、最寄駅のポーツマス・アンド・サウスシー駅から徒歩約5分でビクトリア・パークにも近い。
ポーツマスには王立海軍の基地があり、ヨーロッパやイギリスの他の都市への玄関口となっている。ロンドン中心街まで約90分、ガトウィック空港まで約1時間半、サウサンプトン空港まで約30分とアクセスしやすく、また、フランス・スペインまでのフェリーも頻繁に発着している。ポーツマスはイギリス中でも気候温暖で晴れの日が比較的多いのも特徴である。
THE世界大学ランキング2023で401-500位、同Young University Rankings 2023では、世界101-150位にランクインしている。

## 歴史
1870年にポーツマス&ゴスポート科学芸術学校（Portsmouth and Gosport School of Science and Art）が創立された。一方、1894年にポーツマス自治区により、ポーツマス市立技術学校（Portsmouth Municipal Technical Institute）が設立され、1908年にポーツマス&ゴスポート科学芸術学校を吸収し、ポーツマス市立カレッジ（Portsmouth Municipal College）として再編された。1953年にポーツマス技術カレッジ（Portsmouth College of Technology）に改名し、1969年にポーツマスポリテクニック（Portsmouth Polytechnic）に改組した。その後、1992年に現在のポーツマス大学となった。

## 学部
- 工学部
- ビジネス・法学部
- クリエイティブ・文化産業学部
- 人文・社会科学部
- 科学・健康学部

学生数は約29,000名程度であり、ビジネス・テクノロジー・サイエンス分野に力を入れており、港湾地区の強みを生かした海洋科学コースを持つことも特徴である。イギリスのガーディアン国内大学ランキング2020で国内21位にランクしており、約9割の高い学生の満足度（National Student Survey 2020）と大学院卒業生の高い就職率が評価されている。また、イギリス政府の教育の質を審査するTeaching Excellence Framework (TEF) 2017で最高のゴールドを獲得している。